# からから煎餅
からから煎餅（からからせんべい）は、三角形に折りたたんだ煎餅の中に小さな玩具を入れ、合わせ目に紙を貼ってとめた菓子である。名は振るとカラカラと音が出ることによる。カラカラ煎餅、がらがら煎餅、ガラガラ煎餅、一部にウントコ煎餅とも。伝統駄菓子の中の食玩で、中に何が入っているかを楽しみにする。主な原料は小麦粉と黒砂糖だが、昔はさらに糠が入っていた。
元禄期（1688年から1703年）の江戸で売られた大黒煎餅が起源とされる。この煎餅では、中に入っていたのが木彫りの小さな大黒であった。それが中にさまざまな玩具を入れるようになって全国に広がった。
明治時代にも駄菓子として人気があり、大正末まで盛んに食べられていた。中に入る玩具は時代とともに移り変わりがあるが、焼き物、鉛、ブリキの小さな模型が多かったようである。子供がわずかな小遣いで煎餅一つを買い求めたのに、大人は袋入りで買い求めた。脚気に効くと言われた時期もある。
昭和に入って廃れ、姿を消したが、山形県鶴岡市で伝統駄菓子として作られ続け、土地の名産になっている。また、山梨県甲府市では、伝統的な祭りである大神宮節分祭の名物として、今でも親しまれている。